# أليكس أولد
أليكس أولد هو لاعب هوكي الجليد كندي، ولد في 7 يناير 1981 في ثاندر باي في كندا.

## وصلات خارجية
- أليكس أولد على موقع دوري الهوكي الوطني (الإنجليزية)
- أليكس أولد على موقع EliteProspects.com (الإنجليزية)
- أليكس أولد على موقع HockeyDB.com (الإنجليزية)
- أليكس أولد على موقع Hockey-Reference.com (الإنجليزية)